# Amicale Basket Club de Nantes
L'Amicale Basket Club de Nantes era una società cestistica avente sede a Nantes, in Francia.

## Storia
Fondata nel 1933 militò per 18 stagioni consecutive, dal 1953 al 1991 nella massima serie del campionato francese. Ha conquistato inoltre la Coppa di Francia 1966, partecipando, a livello europeo alla Coppa delle Coppe 1966-1967 e alla Coppa Korać 1988-1989.
Nel 1995 la società si sciolse.

## Palmarès
- Coppa di Francia: 1

1966